# Fluquières
Fluquières es una comuna francesa situada en el departamento de Aisne, de la región de Alta Francia.

## Geografía
Está ubicada a 10 km al suroeste de San Quintín.

## Demografía
| 162 | 200 | 181 | 189 | 184 | 197 | 197 | 220 |
| Para los censos de 1962 a 1999 la población legal corresponde a la población sin duplicidades (Fuente: INSEE [Consultar]) |     |     |     |     |     |     |     |